# ラシオグナサス ビービ
ラシオグナサス ビービ（学名：Lasiognathus beebei） は、太平洋のハワイ諸島や大西洋のマデイラ、バミューダ諸島の約1100mに生息しているタウマティクテュス科の深海魚である。名前の由来は自然主義者 生物海洋学者のウィリアム・ビービから。
太平洋の ハワイ諸島と大西洋の マデイラとバミューダ周辺で生息。 深さ約1,100メートル (3,600 ft)   。 この種のメスは11.5センチメートル (4.5 in)   TL 。 この種は、他のすべての種の細長い円筒形の付属物とは対照的に、フックが短い横向きの扇形の遠位エスカル付属物に配置されていることで区別が可能。